# Volvo S60
Volvo S60 — це чотирьохдверний седан середнього класу-розміру, що фаховою пресою відносится на авторинку до преміум класу; виробляється компанією Volvo Cars. Ця модель за розміром знаходиться між Volvo S40 і Volvo S80 і фактично замінила старішу модель Volvo S70 (1996—2000). У 2000 році вийшла модель S60 першого покоління, котра в 2005 році зазнала рестайлинг (фейсліфтінг). З 2010 року випускається нова модель другого покоління.

## Перше покоління (Gen.1, 2000—2009)

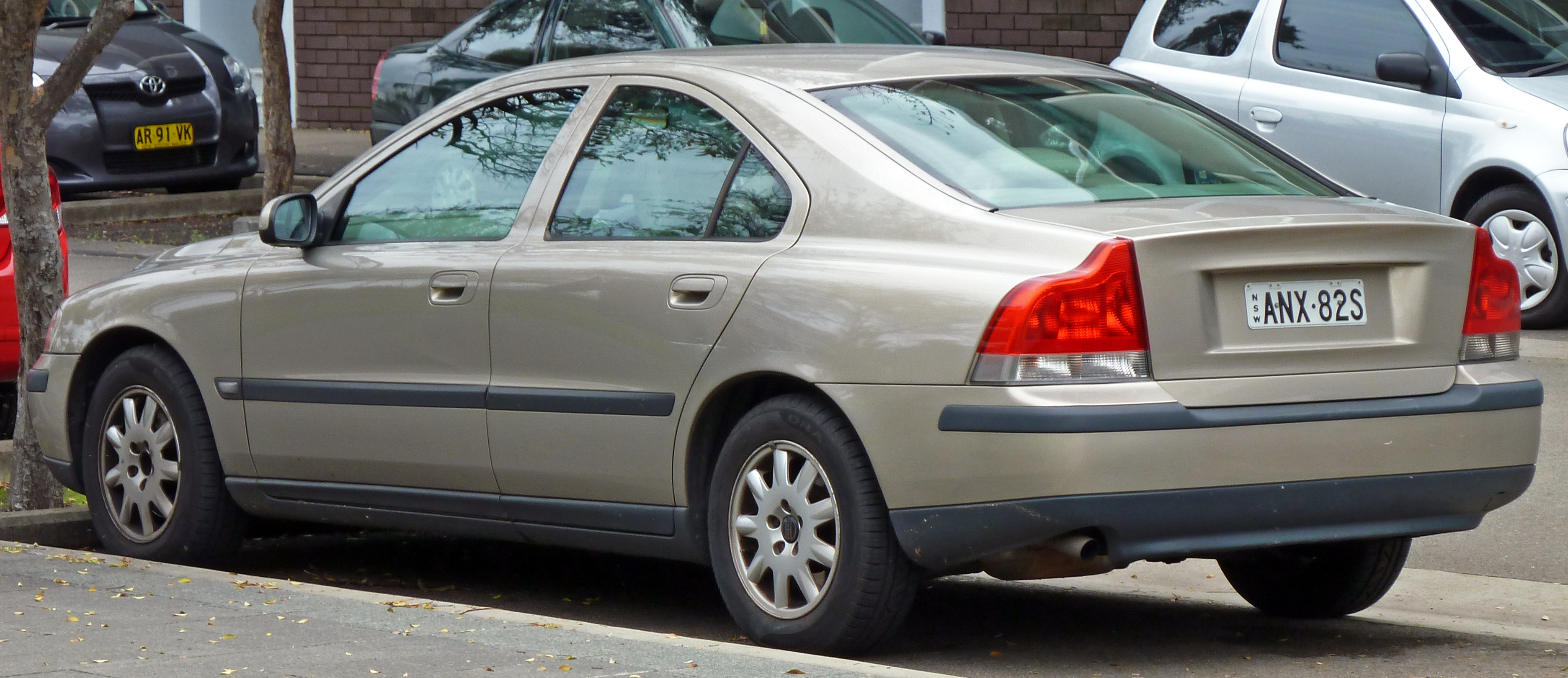
Volvo S60 (2000—2004)

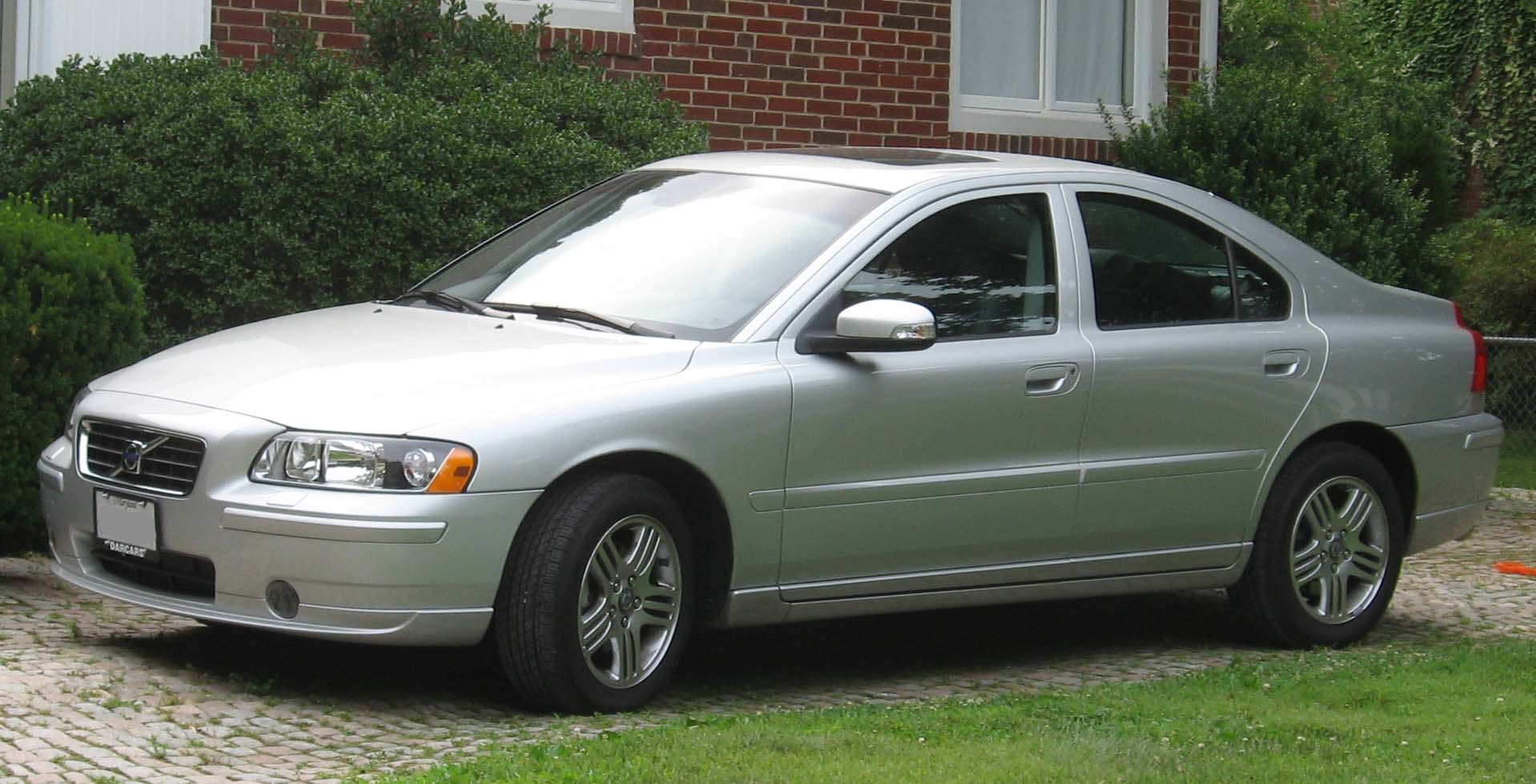
Volvo S60 (2004—2009)

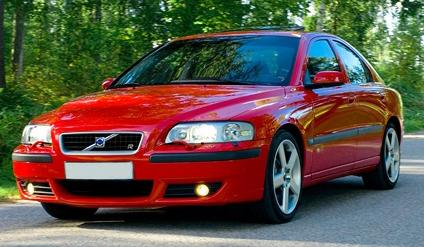
Volvo S60R

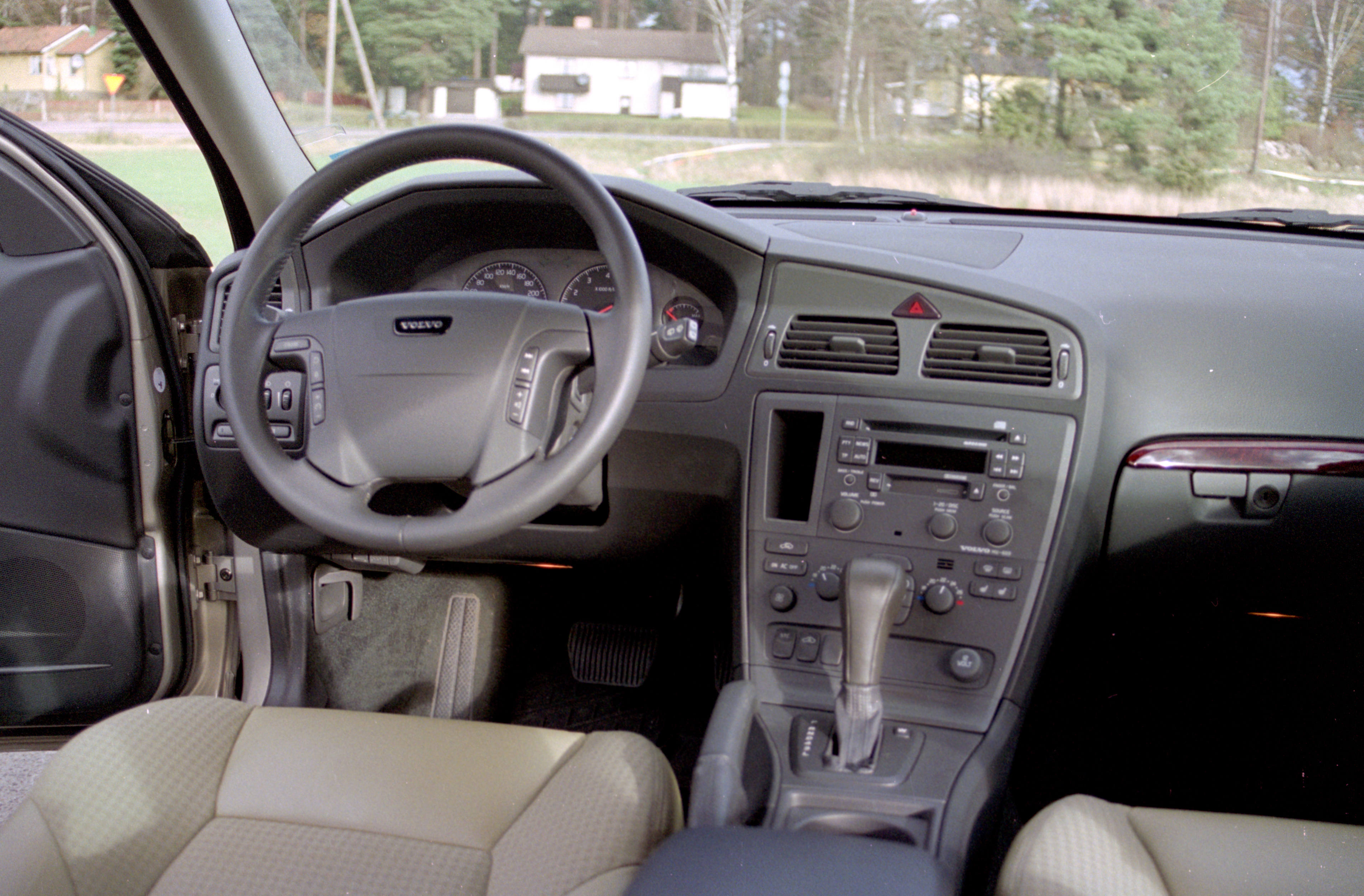

Перше (після-1923 Ford Model T Fordor Sedan with Taylor Made Auto Trunk on the back, 1924–1925 Ford Model T Fordor Sedan with Taylor Made Auto Trunk on the back, 1926-1927 Ford Model T Fordor Sedan with Taylor Made Auto Trunk on the back, Volvo PV4 4-door saloon with Taylor Made Auto Trunk mounted on the back, Volvo TR670-9 4-door saloon with Taylor Made Auto Trunk mounted on the back, Volvo TR671-9 4-door saloon with Taylor Made Auto Trunk mounted on the back, Volvo TR701-4 4-door saloon with Taylor Made Auto Trunk mounted on the back, Volvo PV801-10, Volvo PV821, 1949 Ford Custom 4-door sedan, 1950 Ford Custom 4-door sedan, 1951 Ford Custom 4-door sedan, 1952 Ford Customline 4-door sedan, 1953 Ford Customline 4-door sedan, 1954 Ford Customline 4-door sedan, 1956-1959 Volvo Amazon 4-door sedan, 1960-1961 Volvo Amazon 4-door sedan, 1962-1963 Volvo Amazon 4-door sedan, 1964-1966 Volvo Amazon 4-door sedan, Volvo 144 4-door sedan (1966-1971), Volvo 144 4-door sedan (1972-1973), Volvo 264 4-door sedan (1974-1979), 1991-1996 Volvo 850 4-door sedan, 1996-2000 Volvo 850 4-door sedan, і Volvo S70) покоління Volvo S60, седана класу D, було побудовано на платформі Р2, також лежить в основі моделей S80, V70 і XC90, і випускається з 2000 року. Зовнішність S60 і S80 створювалася під керівництвом нинішнього директора по дизайну Volvo Пітера Хорбері. Седани S60 комплектуються бензиновими атмосферними та надувними двигунами об'ємом від 2,0 до 2,5 л (140—260 к.с.), дизелями (126—185 сил), а також двигунами на біоетанолі.

### Фейсліфтінг 2004
У квітні 2004 року модель зазнала рестайлінг. Оновлений седан (після-1923 Ford Model T Fordor Sedan with Taylor Made Auto Trunk on the back, 1924–1925 Ford Model T Fordor Sedan with Taylor Made Auto Trunk on the back, 1926-1927 Ford Model T Fordor Sedan with Taylor Made Auto Trunk on the back, Volvo PV4 4-door saloon with Taylor Made Auto Trunk mounted on the back, Volvo TR670-9 4-door saloon with Taylor Made Auto Trunk mounted on the back, Volvo TR671-9 4-door saloon with Taylor Made Auto Trunk mounted on the back, Volvo TR701-4 4-door saloon with Taylor Made Auto Trunk mounted on the back, Volvo PV801-10, Volvo PV821, 1949 Ford Custom 4-door sedan, 1950 Ford Custom 4-door sedan, 1951 Ford Custom 4-door sedan, 1952 Ford Customline 4-door sedan, 1953 Ford Customline 4-door sedan, 1954 Ford Customline 4-door sedan, 1956-1959 Volvo Amazon 4-door sedan, 1960-1961 Volvo Amazon 4-door sedan, 1962-1963 Volvo Amazon 4-door sedan, 1964-1966 Volvo Amazon 4-door sedan, Volvo 144 4-door sedan (1966-1971), Volvo 144 4-door sedan (1972-1973), Volvo 264 4-door sedan (1974-1979), 1991-1996 Volvo 850 4-door sedan, 1996-2000 Volvo 850 4-door sedan, Volvo S70, і Volvo S60 (2000-2003)) характеризується видозміненими бамперами, вмонтованими в корпуси дзеркал поворотниками, а також легкосплавними дисками нового дизайну. Додалося два варіанти забарвлення кузова. В інтер'єрі з'явилися алюмінієві вставки, а в підвісці були замінені амортизатори, пружини і стабілізатори поперечної стійкості. Нарешті, потужність топового двигуна Т5 зросла на 10 к.с. Також була встановлена більш досконала АКПП.

### S60 R
З 2003 року лінійка S60 седанів поповнилася версією R, яка з'явилася своєрідним продовженням моделі 850 T-5 R, що випускалася з 1995 року. У 2004—2005 роках на Volvo S60 R встановлювалися п'ятиступінчаста «механіка» і чотириступінчастий «автомат», а з 2006-го — шестидіапазонна АКП.

### Двигуни
| Модель                                             | Об'єм    | Потужність         | Крутний момент             | Роки випуску |
| -------------------------------------------------- | -------- | ------------------ | -------------------------- | ------------ |
| Бензинові                                          |          |                    |                            |              |
| 2.0T                                               | 1984 см³ | 132 кВт (180 к.с.) | 280 Нм при 1850–5000 об/хв | 2001 до 2009 |
| 2.4                                                | 2435 см³ | 103 кВт (140 к.с.) | 220 Нм при 3300 об/хв      | 2000 до 2009 |
| 2.4                                                | 2435 см³ | 125 кВт (170 к.с.) | 225 Нм при 4500 об/хв      | 2000 до 2009 |
| 2.4T                                               | 2435 см³ | 147 кВт (200 к.с.) | 285 Нм при 1800 об/хв      | 2000 до 2003 |
| 2.5T                                               | 2521 см³ | 154 кВт (210 к.с.) | 320 Нм при 1500–4500 об/хв | 2002 до 2009 |
| T5                                                 | 2319 см³ | 184 кВт (250 к.с.) | 330 Нм при 2400–5200 об/хв | 2000 до 2004 |
| T5                                                 | 2401 см³ | 191 кВт (260 к.с.) | 350 Нм при 2100–5000 об/хв | 2004 до 2009 |
| R                                                  | 2521 см³ | 221 кВт (300 к.с.) | 400 Нм при 1950–5250 об/хв | 2003 до 2007 |
| Дизельні                                           |          |                    |                            |              |
| 2.4D                                               | 2401 см³ | 96 кВт (130 к.с.)  | 280 Нм при 1750—2250 об/хв | 2001 до 2005 |
| 2.4D (DPF)                                         | 2401 см³ | 93 кВт (126 к.с.)  | 300 Нм при 1750—2250 об/хв | 2005 до 2009 |
| 2.4D (DPF)                                         | 2401 см³ | 120 кВт (163 к.с.) | 340 Нм при 1750—2750 об/хв | 2005 до 2009 |
| D5                                                 | 2401 см³ | 120 кВт (163 к.с.) | 340 Нм при 1750—2750 об/хв | 2001 до 2005 |
| D5 (DPF)                                           | 2401 см³ | 136 кВт (185 к.с.) | 400 Нм при 2000—2750 об/хв | 2005 до 2009 |
| * всі двигуни є 5-циліндрові. * DPF = Фільтр сажі. |          |                    |                            |              |

## Друге покоління (Gen.2, 2010—2018)

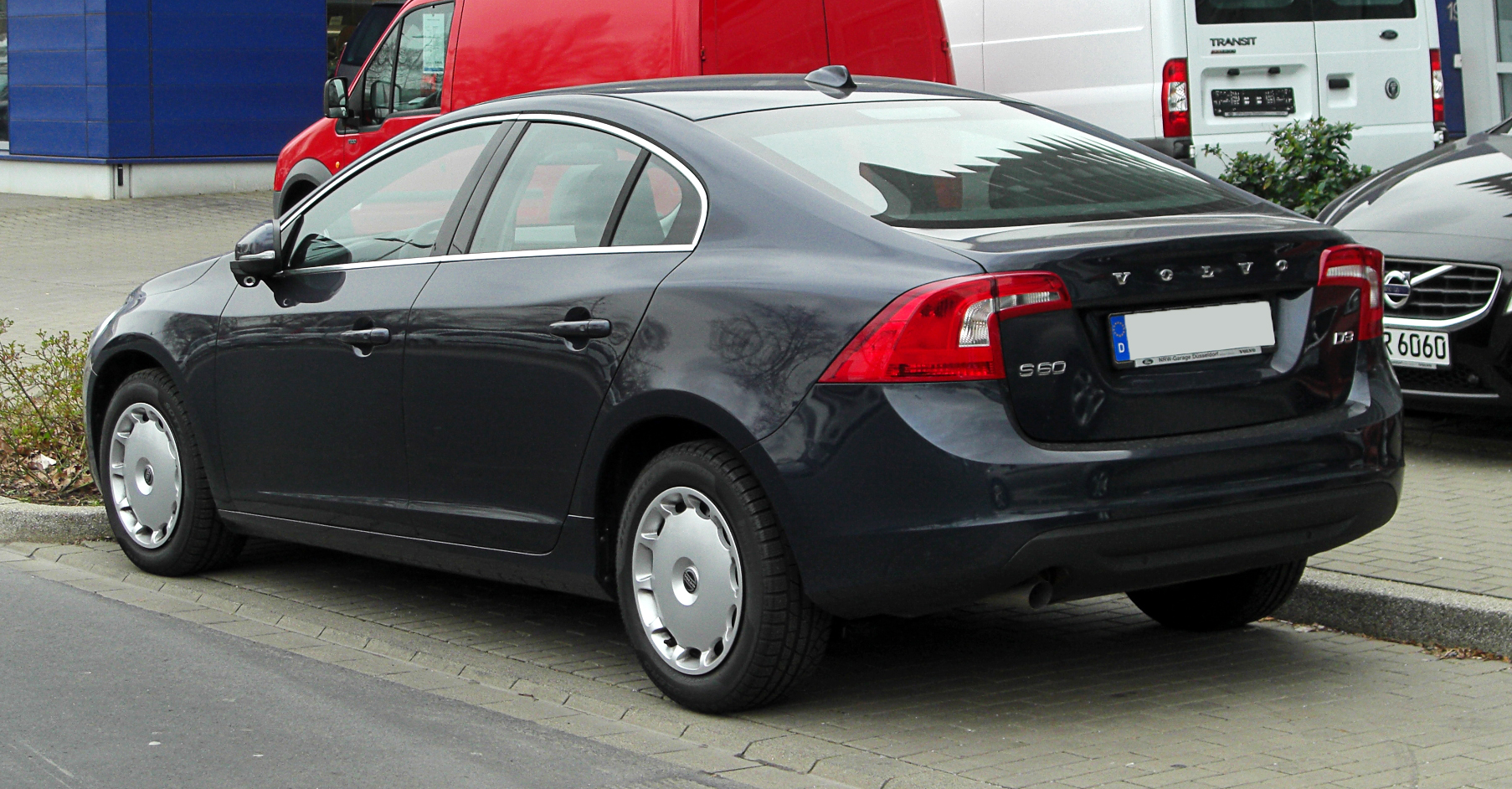
Volvo S60 II

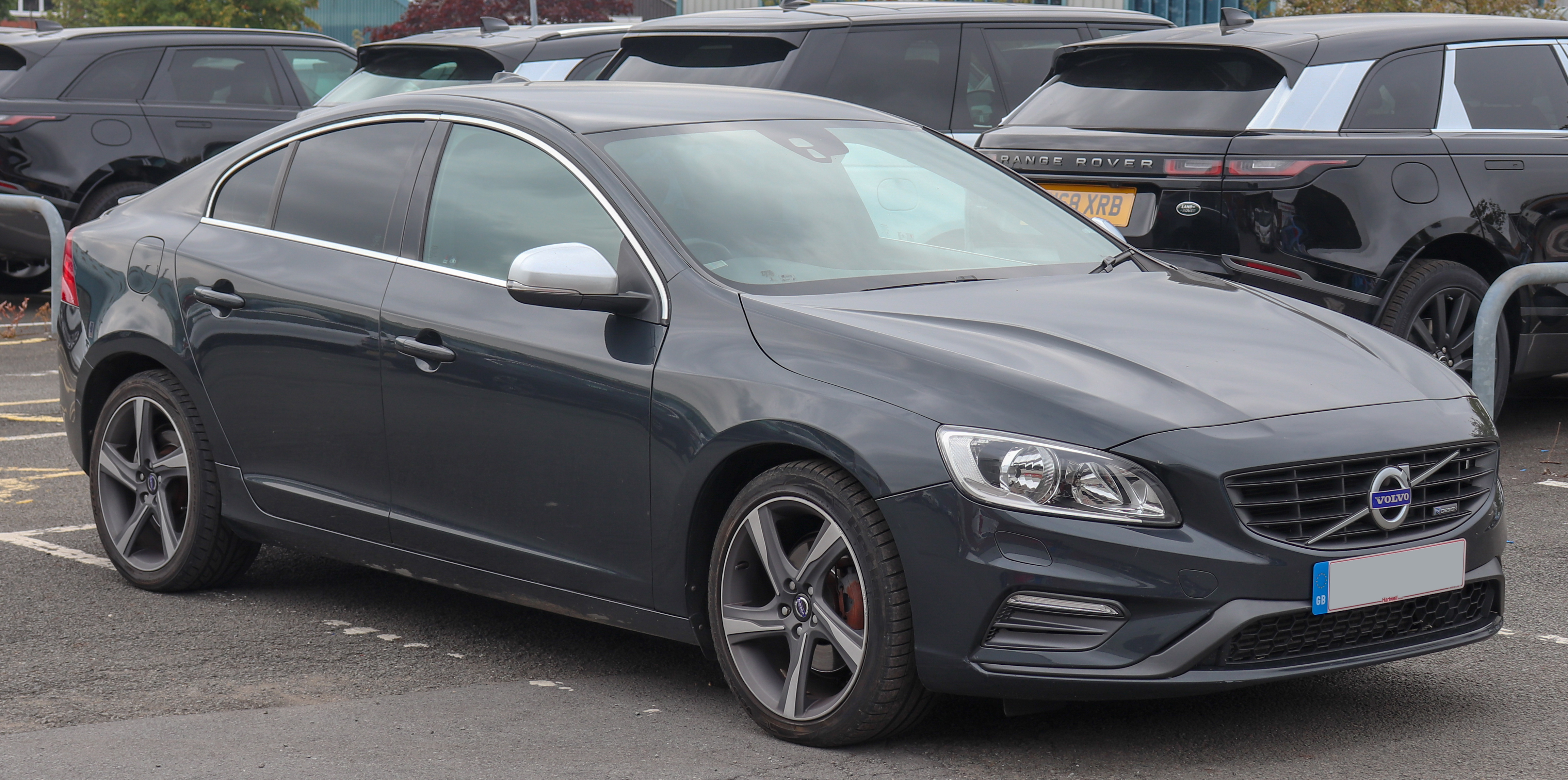
Volvo S60 II (з 2013)

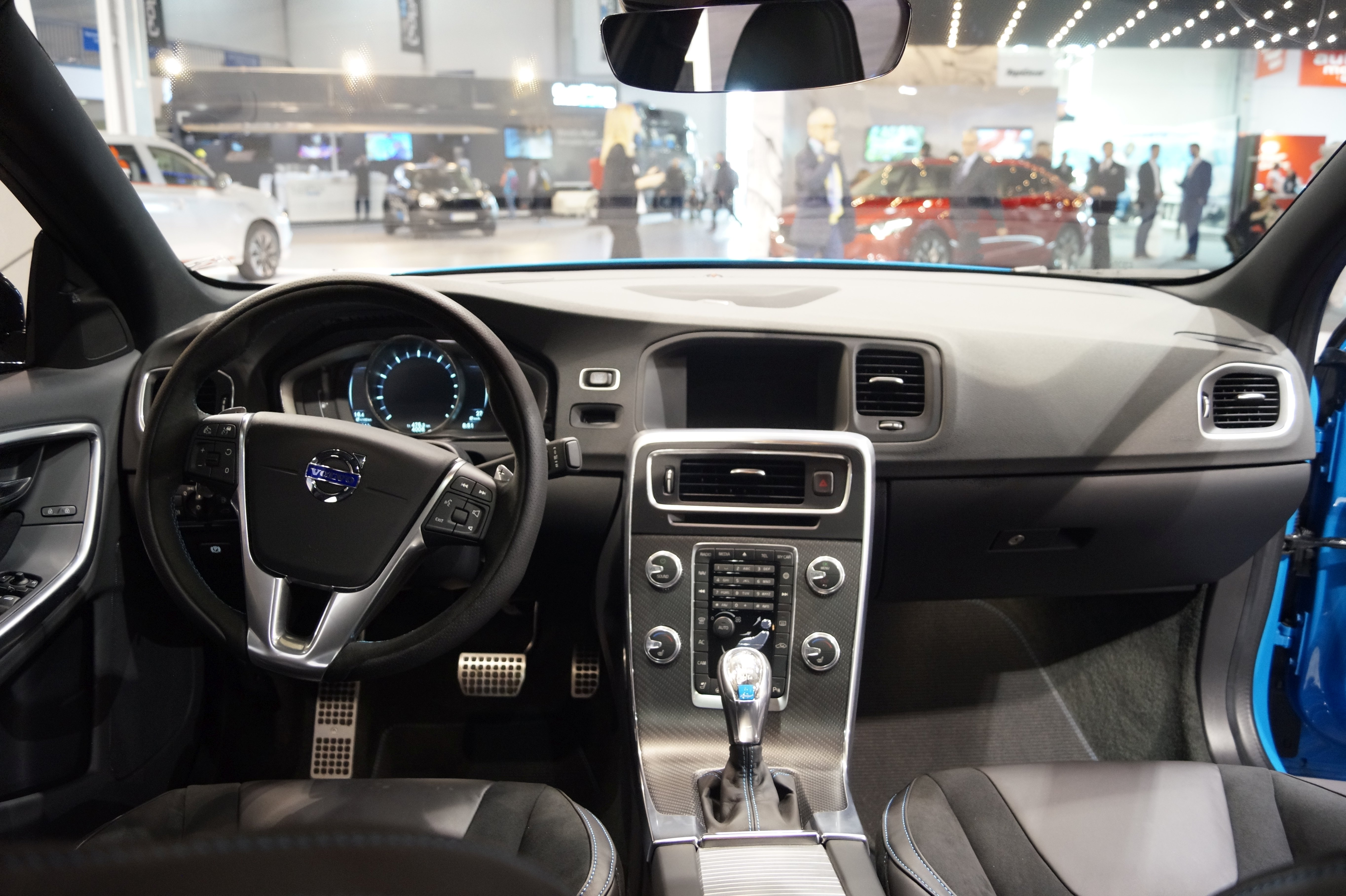
Салон Volvo S60

Друге (після-1923 Ford Model T Fordor Sedan with Taylor Made Auto Trunk on the back, 1924–1925 Ford Model T Fordor Sedan with Taylor Made Auto Trunk on the back, 1926-1927 Ford Model T Fordor Sedan with Taylor Made Auto Trunk on the back, Volvo PV4 4-door saloon with Taylor Made Auto Trunk mounted on the back, Volvo TR670-9 4-door saloon with Taylor Made Auto Trunk mounted on the back, Volvo TR671-9 4-door saloon with Taylor Made Auto Trunk mounted on the back, Volvo TR701-4 4-door saloon with Taylor Made Auto Trunk mounted on the back, Volvo PV801-10, Volvo PV821, 1949 Ford Custom 4-door sedan, 1950 Ford Custom 4-door sedan, 1951 Ford Custom 4-door sedan, 1952 Ford Customline 4-door sedan, 1953 Ford Customline 4-door sedan, 1954 Ford Customline 4-door sedan, 1956-1959 Volvo Amazon 4-door sedan, 1960-1961 Volvo Amazon 4-door sedan, 1962-1963 Volvo Amazon 4-door sedan, 1964-1966 Volvo Amazon 4-door sedan, Volvo 144 4-door sedan (1966-1971), Volvo 144 4-door sedan (1972-1973), Volvo 264 4-door sedan (1974-1979), 1991-1996 Volvo 850 4-door sedan, 1996-2000 Volvo 850 4-door sedan, Volvo S70, Volvo S60 (2000-2003), і Volvo S60 (2004-2009)) покоління S60 представлене на Женевському автосалоні в березні 2010 року, модельний рік заявлений як 2011. Volvo S60 другого покоління за своєю суттю залишається седаном, однак, дизайнери додали автомобілю силует, схожий з хетчбеком або ліфтбеком.
Нові покоління моделей Volvo S60, V60 та XC60 побудовані на платформі Volvo P24. Седан позиціонується як конкурент BMW 3 Серії, Audi A4 та Mercedes-Benz C-Клас. Також як і попередник, Volvo S60 2011 модельного року виробляється на заводі у Генті, Бельгія. Продажі на європейському, китайському та американському ринках стартували в серпні 2010 року.
Volvo V60 є версією універсал моделі S60, і був представлений на Паризькому автосалоні в листопаді 2010 року.
Для Volvo S60 і V60 2011 модельного року пропонуються три двигуни: два 5-циліндрових турбодизеля об'ємом 2,0 літри (163 к.с.) і 2,4 літра (205 к.с.) і 3,0 літровий бензиновий силовий агрегат (304 к.с.). Доступні коробки передач — 6-ступінчасті МКПП та АКПП. Остання агрегатується з бензиновим мотором вже в стандартному виконанні.
У новому S60 і V60 компанія Volvo традиційно для себе зробила ставку на безпеку, оснастивши автомобіль безліччю електронних систем допомоги водієві. Зокрема, встановлюється система стеження за сліпими зонами, система стеження за розміткою, система аналізу втоми водія, а так само система запобігання наїзду на пішохода. В основі останньої лежить використання радара і відеокамери, за допомогою яких електроніка розпізнає людини на шляху автомобіля і починає екстрене гальмування у разі загрози зіткнення.
На автосалоні в Женеві на початку березня 2013 року представлено оновлені Volvo S60 і V60.

### S60 R-Design

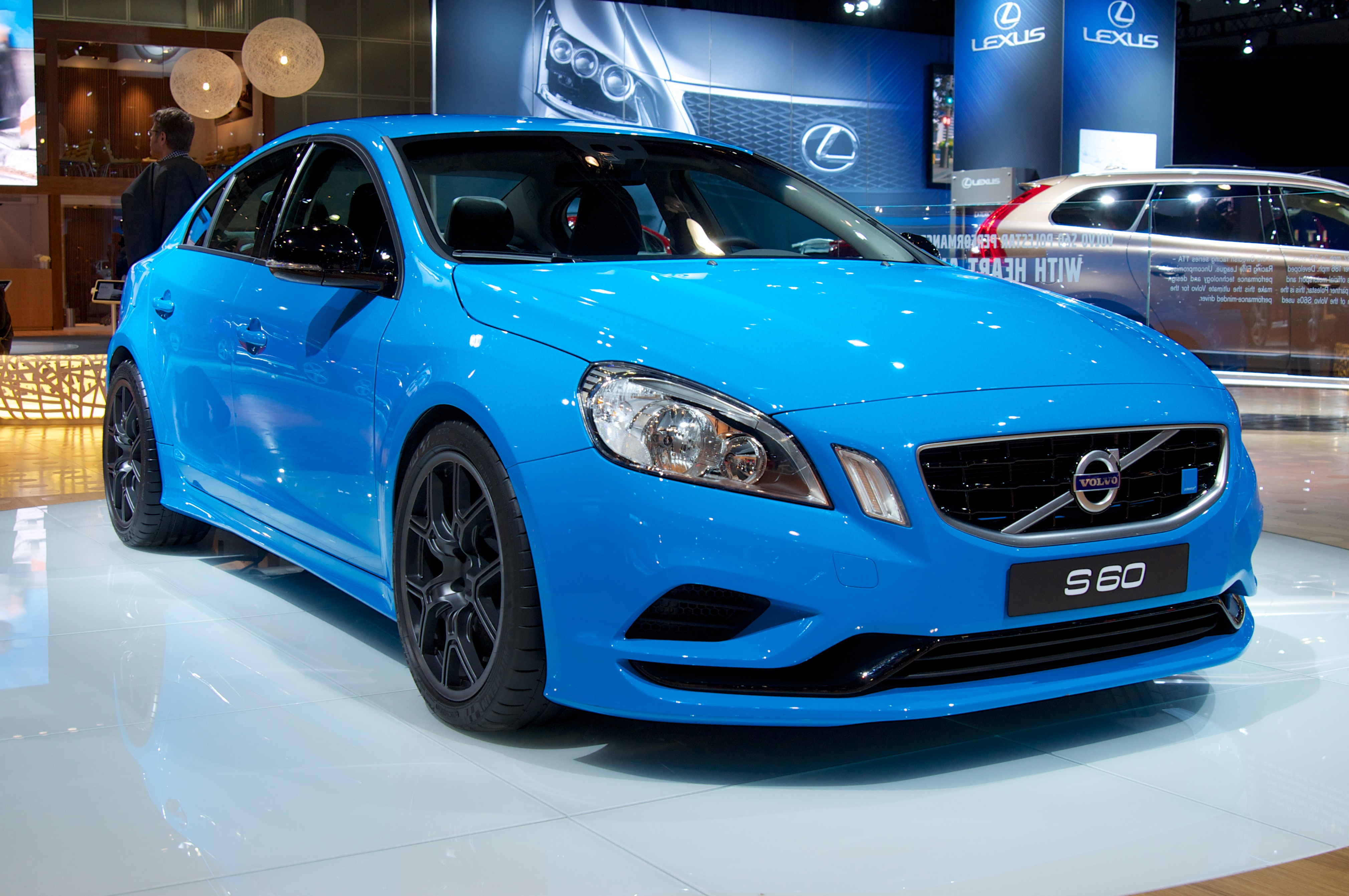
Volvo S60 Polestar

На Паризькому автосалоні 2010 року компанія Volvo представила нову модифікацію моделі S60 другого покоління під назвою R-Design. Від стандартної моделі автомобіль відрізняється іншими бамперами (задній — ще й з імітацією дифузора), 18-дюймовими дисками, роздвоєними випускними патрубками. Крім того інженери оснастили автомобіль укороченими на 15 мм пружинами, які до того ж на 15 % жорсткіші. Під капотом з'явилася розтяжка, ззаду — нові однотрубні амортизатори замість двотрубних і на 20 % жорсткіші втулки, що кріплять задні амортизатори до кузова. Автомобіль отримав нові спортивні сидіння з контрастною оббивкою.
Попрацювали шведи і з електронікою. На машини у виконанні R-Design ставлять Corner Traction Control, що імітує блокування диференціала на передній осі, переналаштовану систему стабілізації.
Пакет R-Design можна замовити на Volvo S60 з будь-яким двигуном — від 115-сильного дизеля 1,6 до 304-сильного турбомотора об'ємом три літри.

### S60 Polestar
В червні 2012 року представлений концепт-кар Volvo S60 Polestar з повним приводом і 3,0 л рядним турбодвигуном потужністю 508 к.с., крутним моментом 575 Нм, з 0 до 100 км/год автомобіль розганявся за 3,9 с, а максимальна швидкість становила 300 км/год.
В квітні 2013 року на автосалоні в Женеві представлено серійну модель Volvo S60 Polestar з повним приводом і 3,0 л рядним турбодвигуном потужністю 350 к.с., крутним моментом 500 Нм, з 0 до 100 км/год автомобіль розганяється за 4,9 с, а максимальна швидкість становить 250 км/год. Автомобіль комплектується 6-ст. АКПП AWF21. Вага автомобіля становить 1684 кг.
В листопаді 2013 року представлено оновлений седан S60 Polestar і універсал V60 Polestar. Volvo V60 Polestar комплектується тим ж двигуном що й седан. Вага універсала становить 1822 кг.

### S60 Cross Countryта S60 Inscription
У 2016 році автомобіль Volvo S60 отримав ще дві моделі. Одна з них — це S60 Cross Country — версія седана для бездоріжжя з підвищеним дорожнім просвітом, повним приводом та розширеними крилами. Інша версія — це розкішний S60 Inscription, який є трохи більшим, у порівнянні з базовим седаном. Подовження стандартного седана S60 відбулось продумано, що відобразилось на витягнутій конструкції даху та пропорційно збалансованих дверних панелях. Інший новачок S60 Cross Country отримав досить своєрідну зовнішність. Компанія Volvo, яка прагне задовольнити потреби ринку, збільшила дорожній просвіт та розширила крила, що, безумовно, привернуло увагу. Усі моделі Volvo S60 оснащуються світлодіодними фарами. Похила задня частина автомобіля відповідає модним тенденціям купе-подібної стилізації. Седан Volvo S60 2016 цілком і повністю відповідає запитам заможних покупців. Будучи представником сім'ї Volvo, яка апріорі зосереджена на безпеці, автомобіль S60 пропонує три активних системи: «City Safety» (безпека в межах міста) допомагає уникнути зіткнень при русі в умовах обмеженого трафіку, «Попередження зіткнень» з повноцінною автоматичною гальмівною функцією, яка спрацьовує при можливому зіткненні та «Виявлення пішоходів», яка так само задіє гальма, якщо виявить людину на дорозі. Модель Inscription додасть: камеру заднього виду, оздоблення поверхонь деревиною волоського горіха, додаткову звукоізоляцію та козирки задніх вікон. 

### Двигуни[1]
| Модель                                    | Циліндри | Об'єм    | Потужність         | Крутний момент             | Роки випуску |
| ----------------------------------------- | -------- | -------- | ------------------ | -------------------------- | ------------ |
| Бензинові                                 |          |          |                    |                            |              |
| T3                                        | Р4       | 1598 см³ | 110 кВт (150 к.с.) | 240 Нм при 1600–4000 об/хв | з 2011       |
| T4                                        | Р4       | 1598 см³ | 132 кВт (180 к.с.) | 240 Нм при 1600–5000 об/хв | з 2011       |
| 2.0T                                      | Р4       | 1999 см³ | 149 кВт (203 к.с.) | 300 Нм при 1750–4000 об/хв | з 2010       |
| T5                                        | Р4       | 1999 см³ | 155 кВт (211 к.с.) | 320 Нм при 1800–5000 об/хв | з 2011       |
| T6 AWD                                    | Р6       | 2953 см³ | 224 кВт (304 к.с.) | 440 Нм при 2100–4200 об/хв | з 2010       |
| T6 Polestar                               | Р6       | 2953 см³ | 257 кВт (350 к.с.) | 500 Нм при ? об/хв         | з 2013       |
| Дизельні                                  |          |          |                    |                            |              |
| D2 DRIVe                                  | Р4       | 1560 см³ | 85 кВт (115 к.с.)  | 270 Нм при 1750 об/хв      | з 2011       |
| D3                                        | Р5       | 1984 см³ | 120 кВт (163 к.с.) | 400 Нм при 1400—2750 об/хв | 2010-2012    |
| D3                                        | Р5       | 1984 см³ | 120 кВт (130 к.с.) | 350 Нм при 1500—2250 об/хв | з 2012       |
| D4                                        | Р5       | 1984 см³ | 120 кВт (163 к.с.) | 400 Нм при 1400—2750 об/хв | з 2012       |
| D5/D5 AWD                                 | Р5       | 2401 см³ | 151 кВт (205 к.с.) | 420 Нм при 1500–3250 об/хв | 2010-2011    |
| D5                                        | Р5       | 2401 см³ | 158 кВт (215 к.с.) | 420 Нм при 1500–3250 об/хв | з 2011       |
| D5 AWD                                    | Р5       | 2401 см³ | 158 кВт (215 к.с.) | 440 Нм при 1500–3250 об/хв | з 2011       |
| * всі двигуни відповідають нормам Євро 5. |          |          |                    |                            |              |

## Третє покоління (Gen.3, з 2019)

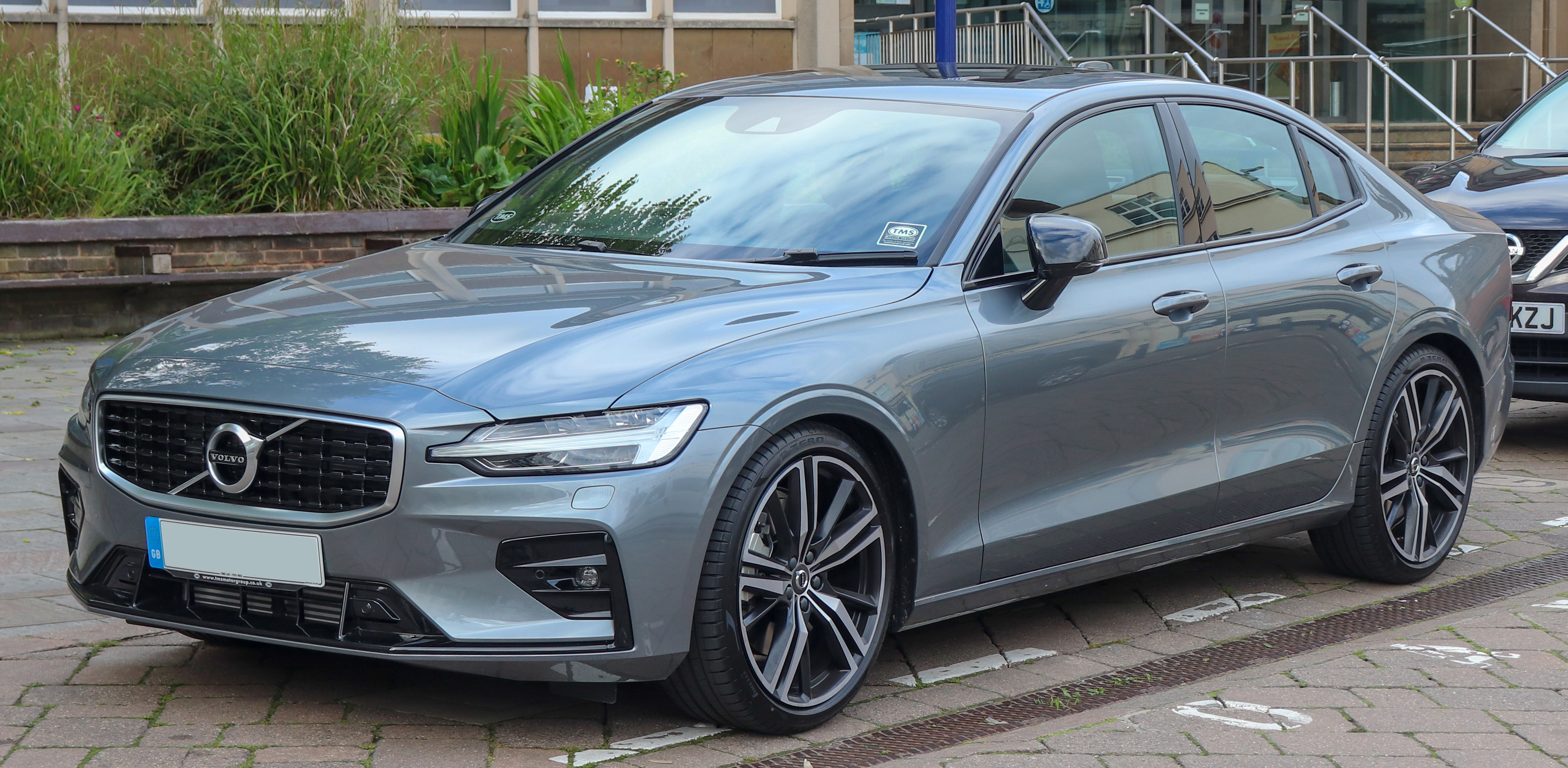
Volvo S60 Gen.3

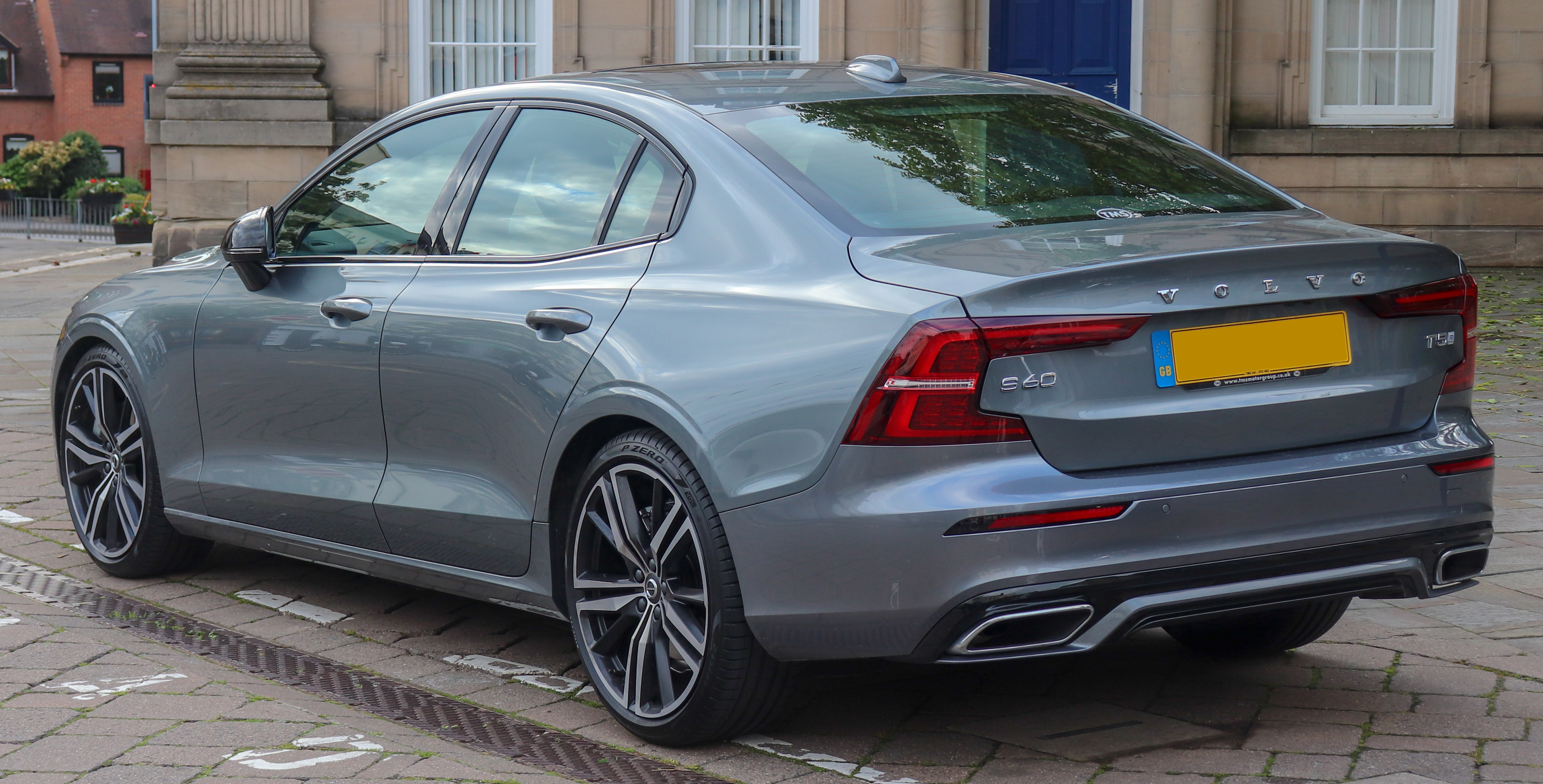
Volvo S60 Gen.3

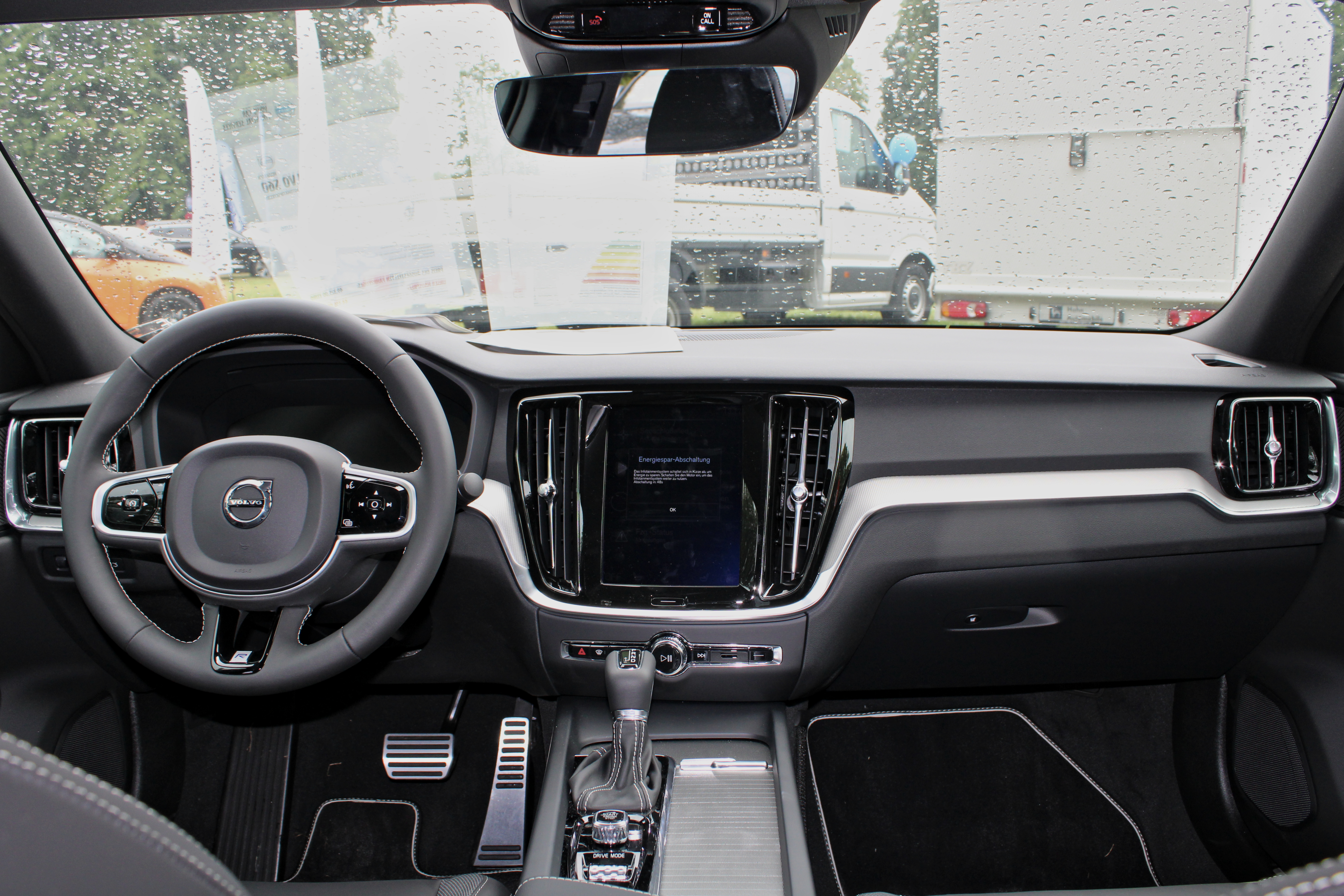
Volvo S60 Gen.3

В основі конструкції седана Volvo S60 нового покоління знаходиться модульна архітектура SPA, яка вже відома по багатьом іншим моделям марки, в тому числі з недавнім універсалу Volvo V60, який дуже близький до S60 в технічному плані. Габарити кузова S60: 4761 мм в довжину, 2040 мм в ширину (з урахуванням дзеркал) і одна тисяча чотиреста тридцять одна мм у висоту. Колісна база досягає 2872 мм. Вага седана починається з позначки в 1680 кг.
На момент запуску седан запропонують з повним приводом і гібридними силовими установками на основі 2,0-літрових ДВЗ з комбінованим наддувом. Віддача модифікації T6 становить 340 к.с., у T8 вже 400 к.с. Більш того, у старшого виконання буде версія від Polestar Engineering з поліпшеними підвіскою, гальмами і двигуном потужністю 415 к.с. Також передбачені більш доступні модифікації з бензиновими моторами T5 і T6 (250 і 300 к.с.). Всі наведені показники потужності вказані в північноамериканській специфікації — в Європі вони виявляться трохи менше.
У седана будуть просунуті системи безпеки і допомоги водієві. Електроніка здатна запобігати ДТП і розпізнавати інші автомобілі, пішоходів, велосипедистів та великих тварин. Автономна система управління машиною бере на себе функції по рулювання, прискоренню і гальмування на швидкості до 130 км/год.
У 2021 році Volvo S60 отримав оновлення системи безпеки. Тепер всі седани лінійки стандартно оснащуватимуться системою моніторингу сліпих зон та попередженням про перехресний рух ззаду.
Додамо, що новим S60 можна буде користуватися по інноваційному сервісу «підписки» від Volvo з щомісячною оплатою. Подібну модель виробник вже випробував на компактний кросовер Volvo XC40.
Збирати автомобіль будуть на американському заводі в штаті Південна Кароліна.
У 2023 році Volvo S60 отримав оновлену інформаційно-розважальну систему на базі Google.

### Двигуни
Бензинові
- 2.0L VEP4 T5 B4204T26 І4 250 к.с.
- 2.0L VEP4 T6 B4204T29 І4 310 к.с.

Hybrid
- 2.0L VEP4 T6 Twin Engine AWD B4204T46 253 к.с.
- 2.0L VEP4 T8 B4204T34 303 к.с.
- 2.0L VEP4 T8 AWD B4204T34 303 к.с.
- 2.0L VEP4 T8 Twin Engine AWD B4204T34 303 к.с.

## Продажі
| Календарний рік | США S60 | Канада S60 | Швеція S60 | Всього S60 | Всього V60 |
| --------------- | ------- | ---------- | ---------- | ---------- | ---------- |
| 2000            | 2,994   | 283        |            |            |            |
| 2001            | 35,850  | 2,799      |            |            |            |
| 2002            | 38,546  | 3,227      |            |            |            |
| 2003            | 35,346  | 2,946      |            |            |            |
| 2004            | 27,860  | 2,886      |            |            |            |
| 2005            | 24,722  | 2,205      |            |            |            |
| 2006            | 25,779  | 1,978      | 3,954      | 56,971     |            |
| 2007            | 18,521  | 1,425      | 2,862      | 41,726     |            |
| 2008            | 8,966   | 541        | 1,688      | 26,148     |            |
| 2009            | 5,895   | 145        | 801        | 14,131     |            |
| 2010            | 1,437   | 208        | 2,068      | 14,786     | 4,609      |
| 2011            | 21,282  | 1,519      | 3,395      | 68,330     | 49,820     |
| 2012            | 23,356  | 1,525      | 13,997†    | 64,746     | 53,037     |
| 2013            | 23,210  | 1,374      | 14,174†    | 61,646‡    | 54,666     |
| 2014            | 20,457  |            | 14,444†    | 67,623     | 61,977     |
| 2015            | 16,993  |            |            | 64,078     | 61,341     |
| 2016            | 14,789  |            |            | 61,941     | 51,911     |
| 2017            | 12,454  |            |            | 54,197     | 60,637     |
| 2018            | 7,583   |            |            | 40,499     | 54,095     |
| 2019            | 17,526  |            |            | 42,795     | 68,577     |

 † Загальна сума для S60 та V60.

‡ Включає 67 продажів версії з довгою колісною базою S60L. 

## Зноски
1. 1 2 3 4  Накануне женевского дебюта шведы расхвалили новый седан Volvo S60 [Архівовано 10 липня 2010 у Wayback Machine.] 28-06-2010
2. ↑  Обзор Volvo S60 2011 модельного года. Архів оригіналу за 10 березня 2012. Процитовано 6 липня 2011.
3. ↑  Тест-драйв Volvo S60 T6. Архів оригіналу за 15 травня 2011. Процитовано 6 липня 2011.
4. ↑  В ряду версій Volvo S60 і V60 появились модифікації R-Design [Архівовано 25 серпня 2012 у Wayback Machine.] (рос.) 06.07.2011
5. ↑  Як ми тестували Volvo S60 2023 року. Automoto.ua. AutoMoto.ua (укр.). Процитовано 22 лютого 2023.
6. ↑  Welcome to VolvoCars-PR.com. Media.volvocars.com. Архів оригіналу за 9 жовтня 2011. Процитовано 15 червня 2011.
7. ↑  Welcome to the Volvo Cars of Canada Newsroom. Media.volvocars.com. Архів оригіналу за 17 грудня 2012. Процитовано 6 січня 2012.
8. ↑  Volvo Personbilar Sverige Newsroom. Media.volvocars.com. Архів оригіналу за 9 жовтня 2011. Процитовано 23 червня 2011.
9. ↑  Welcome to Volvo Cars Newsroom. Media.volvocars.com. 12 травня 2011. Архів оригіналу за 9 жовтня 2011. Процитовано 23 червня 2011.